# 許達文迪加爾清真寺
許達文迪加爾清真寺（土耳其語：Hüdavendigar Camii），是一座位於土耳其布尔萨歷史悠久的清真寺，該寺是由奥斯曼帝国的蘇丹穆拉德一世在1365年至1385年間所下令興建而成的建築，許達文迪加爾清真寺之名即是以穆拉德一世的綽號「許達文迪加爾」來命名的。這座清真寺在歷經1855年布爾薩地震的破壞後，進行了大規模的整建與修繕工程。
除了清真寺的主體建物外，許達文迪加爾清真寺整體還包含伊斯蘭學校、土耳其浴場、公共廚房、托缽僧院、陵墓、噴水池以及一所專門給男孩修讀古兰经的學院等眾多的庫里耶附屬建築群。

## 圖集

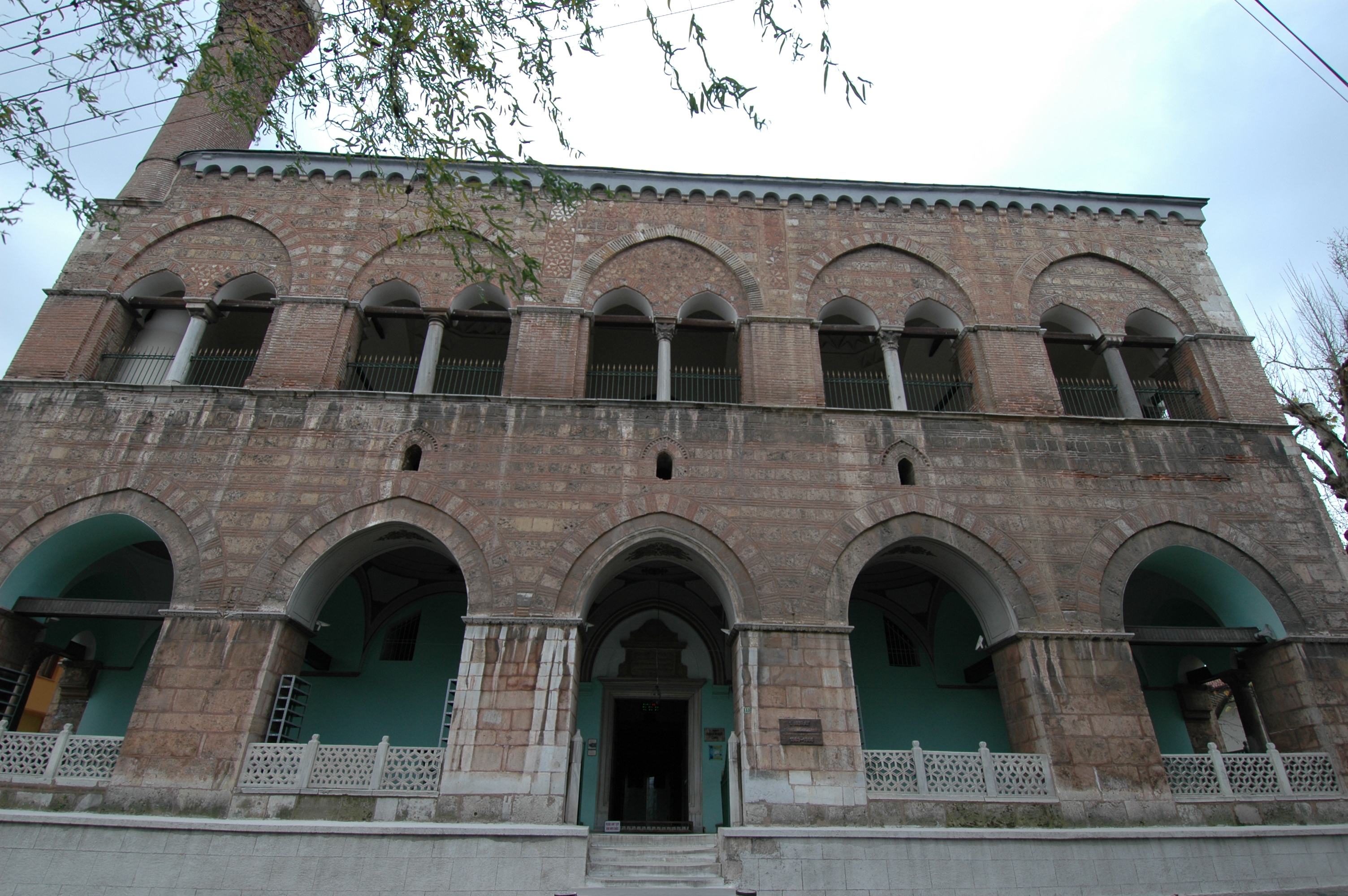
清真寺正面
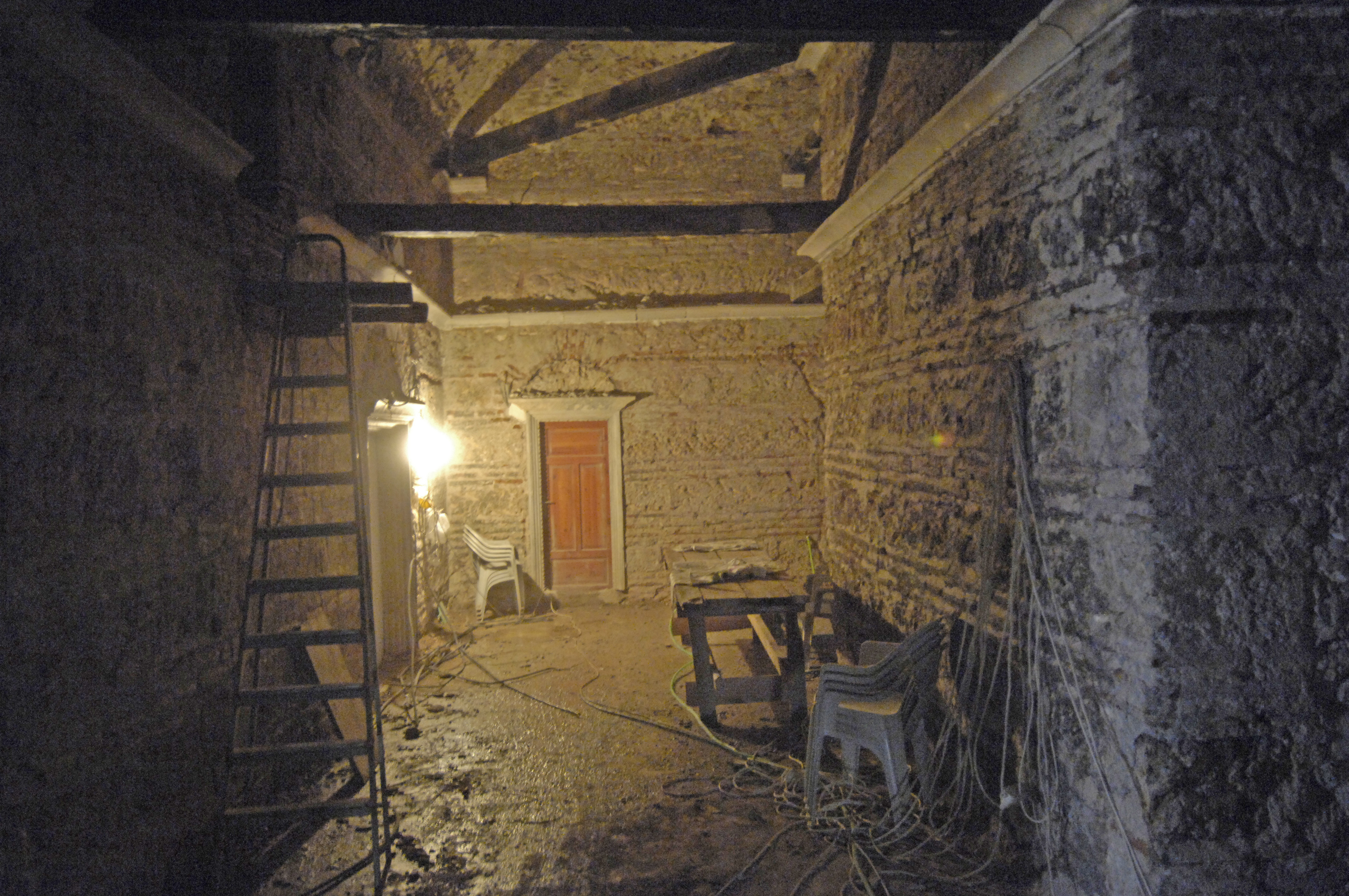
整修中的清真寺內部
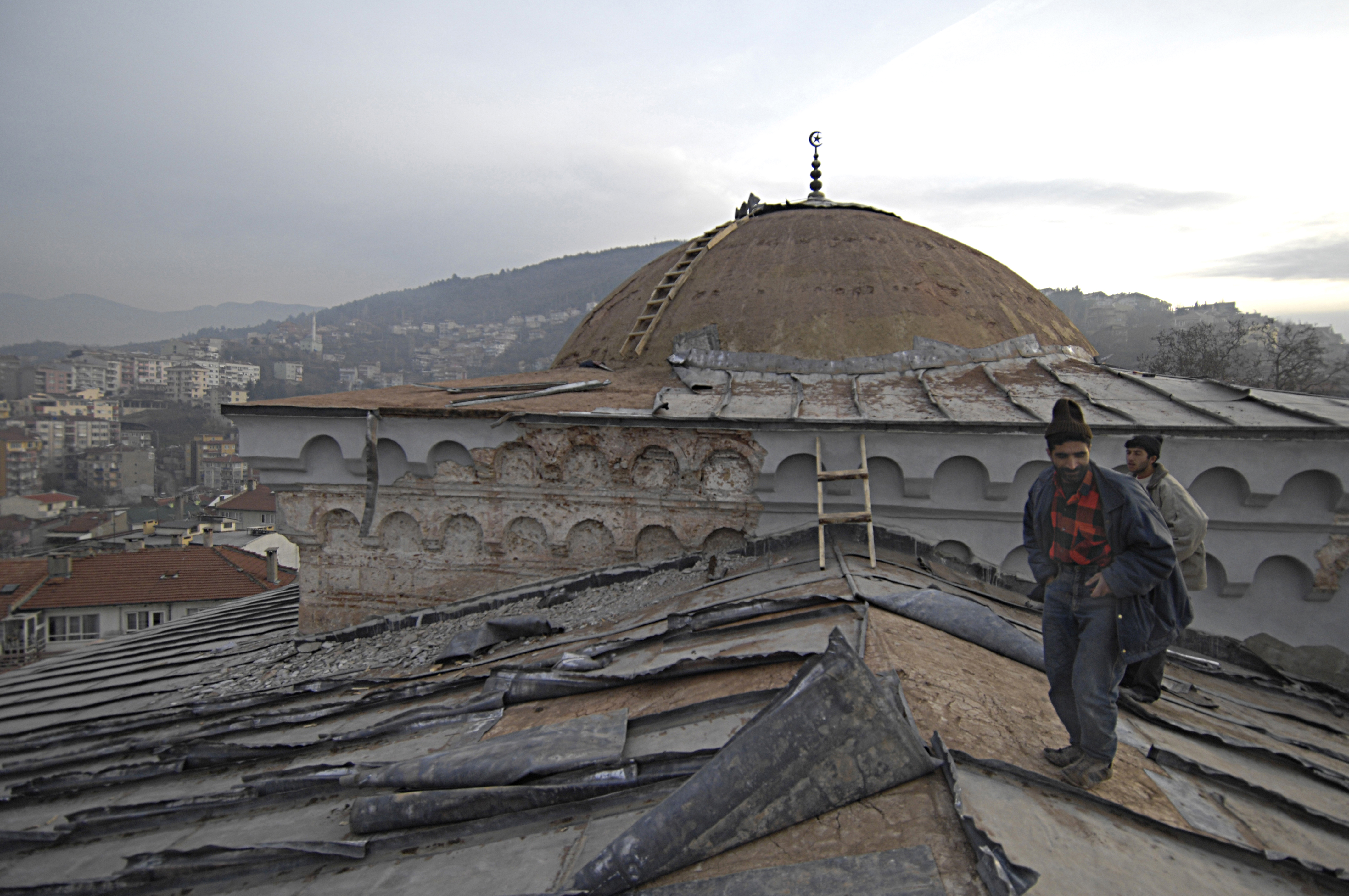
修繕中的清真寺屋頂
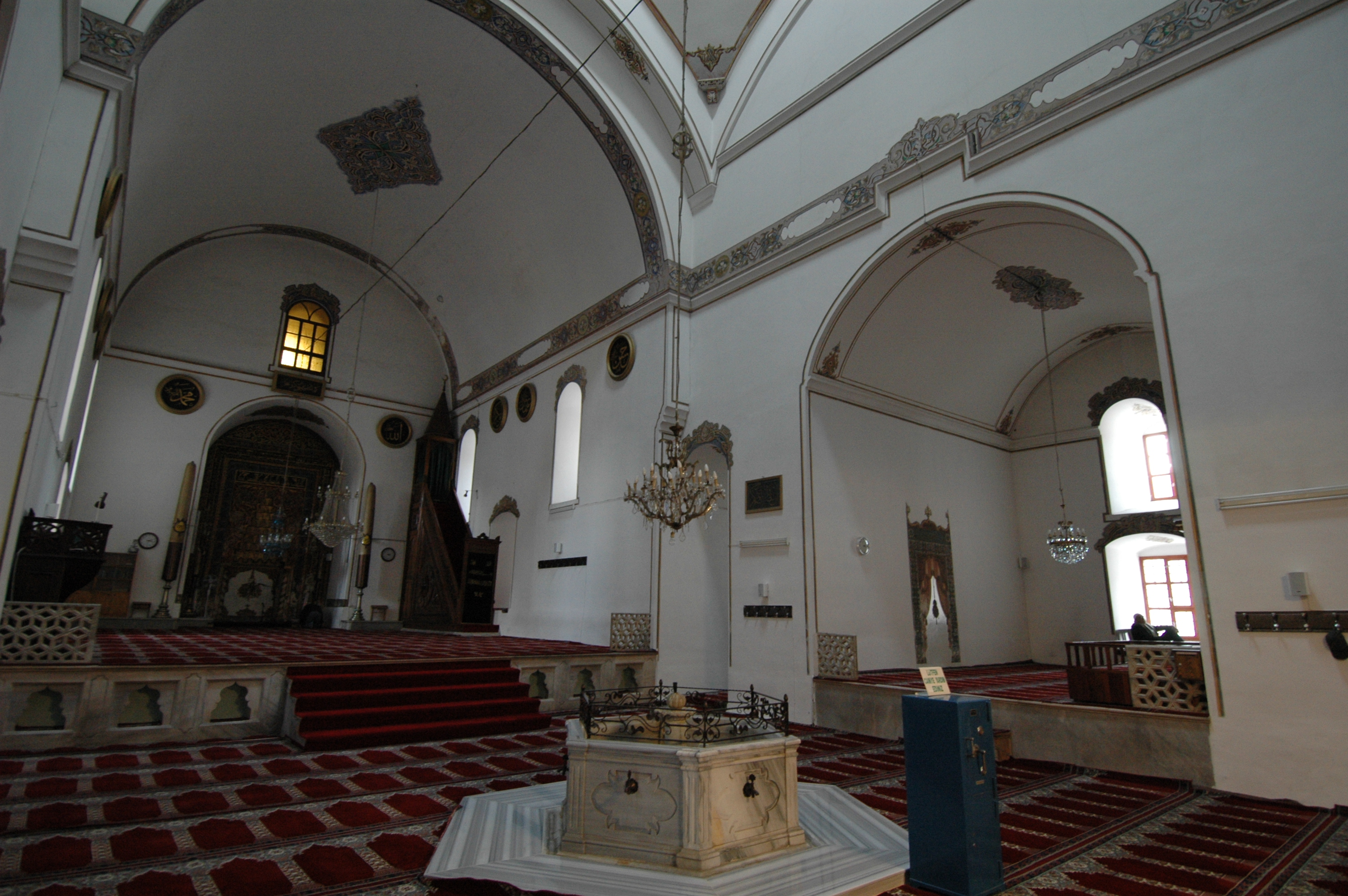
清真寺內部
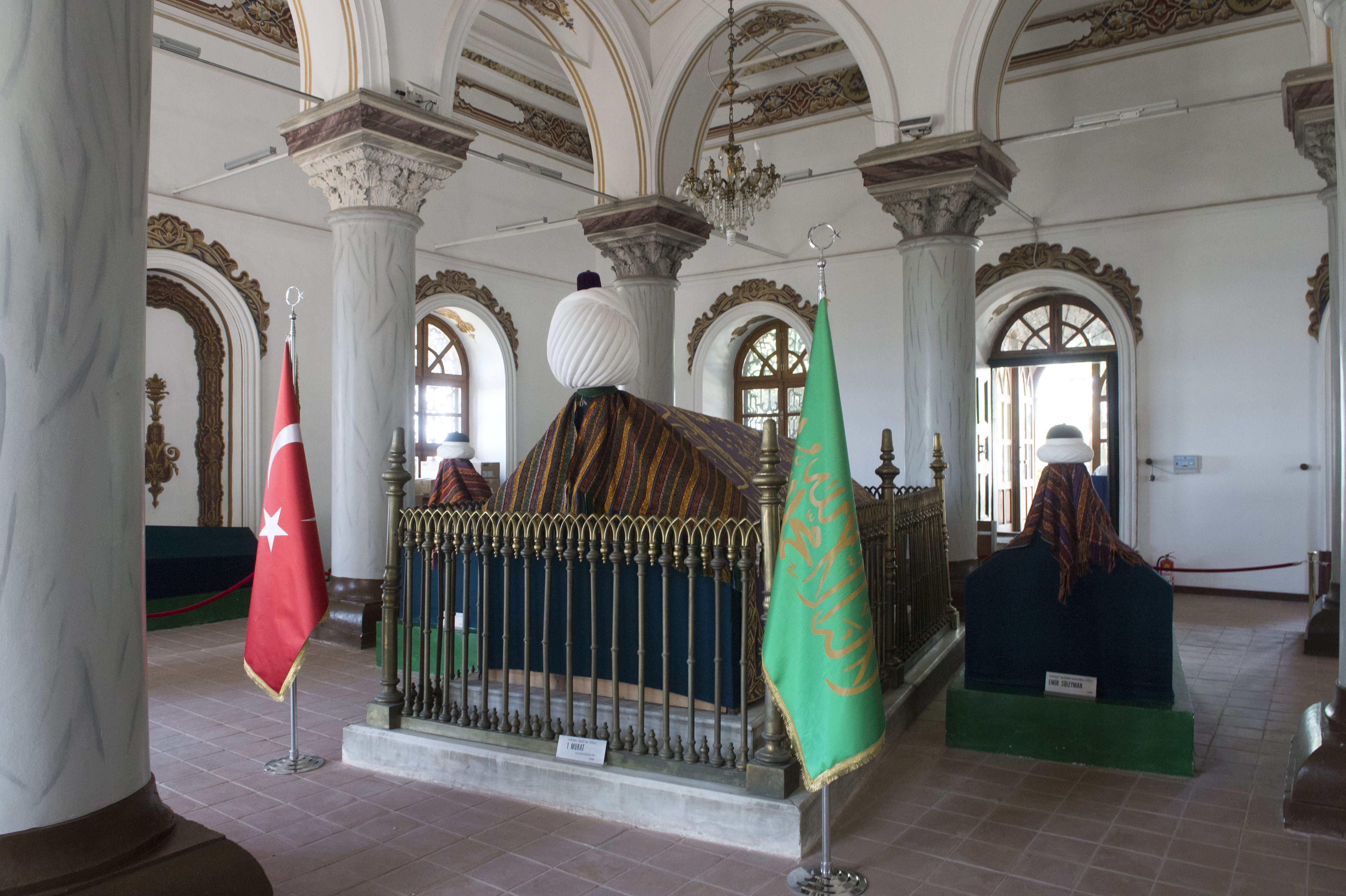
穆拉德一世的陵墓